# Vývoj židovské populace
| Židé a judaismus |
| Židé • Judaismus • Kdo je Žid |
| Ortodoxní • Konzervativní (Masorti) Progresivní (Reformní - Liberální) • Ultraortodoxní Samaritáni • Falašové • Karaité                                                                                            |
| Etnické skupiny a jazyky |
| Aškenázové • Sefardové • Mizrachim Hebrejština • Jidiš • Ladino • Ge'ez • Buchori |
| Populace (vývoj) |
| Evropa • Amerika • Asie • Afrika • Austrálie |
| Náboženství |
| Bůh • Principy víry • Boží jména 613 micvot • Halacha • Noachidské zákony Mesiáš • Eschatologie |
| Židovské myšlení, filosofie a etika |
| Židovská filosofie Cdaka • Musar • Vyvolenost Chasidismus • Kabala • Haskala |
| Náboženské texty |
| Tóra • Tanach • Mišna • Talmud • Midraš Tosefta • Mišne Tora • Šulchan aruch Sidur • Machzor • Pijut • Zohar |
| Životní cyklus, tradice a zvyky |
| Obřízka • Pidjon ha-ben • Simchat bat • Bar micva Šiduch • Svatba • Ketuba • Rozvod (Get) • Pohřeb Kašrut • Židovský kalendář • Židovské svátky Talit • Tfilin • Cicit • Kipa Mezuza • Menora • Šofar • Sefer Tora |
| Významné postavy židovství |
| Abrahám • Izák • Jákob • Mojžíš Šalomoun • David • Elijáš • Áron Maimonides • Nachmanides • Raši Ba'al Šem Tov • Ga'on z Vilna • Maharal                                                                           |
| Náboženské budovy a instituce |
| Chrám • Synagoga • Ješiva • Bejt midraš Rabín • Chazan • Dajan • Ga'on Kohen (kněz) • Mašgiach • Gabaj • Šochet Mohel • Bejt din • Roš ješiva                                                                      |
| Židovská liturgie |
| Šema • Amida • Kadiš Minhag • Minjan • Nosach Šacharit • Mincha • Ma'ariv • Musaf |
| Dějiny Židů |
| starověk • středověk • novověk |
| Blízká témata |
| Antisemitismus • Gój • Holocaust • Izrael Filosemitismus • Sionismus Abrahámovská náboženství |
| z • d • e |

Židovská populační centra se během časů velmi měnila a to především kvůli neustálému proudu židovských uprchlíků, který byl tvořen vyhnáními, perzekucemi a oficiálně schválenými vraždami Židů na různých místech v různých obdobích. 20. století zaznamenalo velký posun židovské populace především kvůli perzekuci ve východní Evropě následované Holocaustem, migrací do Spojených států amerických, vytvořením Izraele a následným vyhnáním Sefardských a Mizraškých Židů z arabského světa.

## Starověk a středověk
Tóra obsahuje mnoho tvrzení o počtu Židů, kteří opustili Egypt. Celkem se jednalo o potomky sedmdesáti synů a vnuků Jákobových, jichž, včetně Levitů bylo 611 730, kteří znovunavázali na jejich život v zemi Izraelské. Počet Židů nepocházející z kmene Lévi reprezentuje počet mužů vhodných pro vojenskou službu, tj. mezi dvaceti a šedesáti lety; počet Levitů zobrazuje počet mužů zavázaných k chrámové službě (muži mezi dvaceti a padesáti lety). To by znamenalo populaci zhruba 3 000 000 Židů. Cenzus za krále Davida tvrdí, že je 1 300 000 mužů starších dvaceti let, což by znamenalo populaci nad 5 000 000. Počet Židů navrátivších se z Babylonského exilu je 42 360. Tacitus prohlašuje, že v Jeruzalému v době jeho pádu bylo 600 000 lidí; Josefus, že se tam nacházelo 1 100 000, z čehož 97 000 bylo prodáno do otroctví. Toto jsou všechna čísla dostupná z dob starověku a jejich důvěryhodnost je diskutabilní.
Podle Diona Cassiuse (lxix. 14), bylo během hadriánských válek zavražděno 580 000 Židů. Podle Theodora Mommsena se v 1. století n. l. nenacházelo v Egyptě méně než 1 milion Židů z celkového počtu 8 milionů obyvatel. Z čehož 200 000 žilo v Alexandrii, jejíž celková populace byla 500 000.
Adolf Harnack (Ausbreitung des Christentums, Lipsko, 1902) se domnívá, že v časech císaře Nerona se v Sýrii nacházelo zhruba 1 milion Židů a 700 tisíc jich bylo v Palestině a na dalších místech zhruba 1,5 milionu, což by celkem činilo v 4,2 milionu Židů na celém světě v 1. století n. l.
Pokud jde o Židy ve středověku, tak Benjamin z Tudely kolem roku 1170 vypočítal celkový počet na 1 049 565. Z tohoto čísla připadá 100 tisíc na Persii a Indii, 100 tisíc na Arábii a 300 tisíc na oblast zvanou „Tanajm“. V zemích, které navštívil v tu dobu nebylo více než 500 tisíc Židů a celkem jich nebylo zřejmě více než 750 tisíc. Jediná reálná data z období středověku pocházejí od židovských obcí.
Středověk byl převážně obdobím vyhnanství. V roce 1290 bylo 16 tisíc Židů vyhnáno z Anglie, roku 1306 100 tisíc Židů z Francie a roku 1492 zhruba 200 tisíc Židů ze Španělska. Menší, avšak pravidelná, vyhnání se děla v Německu a to tak, že začátkem 16. století zbyla pouze čtyři hlavní židovské komunity. Patřil mezi ně Frankfurt s 2000 Židy, Worms s 1400, Praha s 10 tisíci a Vídeň s 3000 (Heinrich Grätz, Geschichte der Juden x. 29). Odhaduje se, že během pěti století od roku 1000 do roku 1500 zahynulo 380 tisíc Židů během perzekucí, což zredukovalo celkový počet světového židovstva na 1 milion. V 16. a 17. století byly hlavními centra židovské populace Polsko a země při středozemním moři (hlavně Španělsko).

## Moderní dějiny
Jacques Basnage počátkem 18. století odhadl celkový počet evropských Židů na 1 360 000, ale podle cenzu při prvním dělení Polska z roku 1772 se v Republice obou národů nacházelo 308 500 Židů. Tato polská populace tvořila velkou část evropského židovstva a spolu s Židy z muslimských zemí nemohl být celkový počet všech Židů větší než 1 milion.
Za předpokladu, že jsou tato čísla správná byl růst židovské populace v následujících několika století rapidní. Tento předpoklad byl přezkoumán v Německu a konfrontován se zákony limitující počet Židů v určitých městech. Podle Jacobse bylo roku 1786 v Praze 7951 Židů a v roce 1843 celkem 5646. Ve Frankfurtu pak 2214 Židů v roce 1811.
Chubinsky[kdo?] oznámil, že v roce 1840 byli Židé v jižním Rusku zvyklí bydlet po třinácti v jednom domě, zatímco mezi běžnou populací bylo zvykem, že v domě žily 4-5 osob (Globus, 1880, p. 340). Prudký vzrůst židovské populace měl bezesporu příčinu v sňatcích v raném věku a nízké kojenecké úmrtnosti ve stálých obcích. Hlavní data známá po nejdelší údobí pocházejí z Nizozemska, Maďarska, Polska a Württembergu. Více informací v tabulce napravo.
Jacobs v Židovské encyklopedii představuje důkazy, že židovský přirozený přírůstek v tomto období může překročit všeobecný přirozený přírůstek, ale zároveň dodává, že tato čísla mohou být velmi často zkreslena, jelikož nemusí zahrnovat pouze přirozený přírůstek spočívající ve více narozených než zemřelých, ale že může být ovlivněn imigrací. Toto se vztahuje zejména Německo během počátečního období 19. století, kdy Židé z Haliče a Polska využili každou příležitost v migraci na západ. Arthur Ruppin, myslitel konce 19. století, v období, kdy bylo využito velkých tlaků, aby se zabránilo v usídlování ruských Židů v Německu, ukazuje, že se růst židovské populace v Německu téměř úplně zastavil, kvůli poklesu porodnosti a emigraci. Podobně, během tohoto období, Anglie a Spojené státy uvádějí znatelnou židovskou imigraci.
| Datum                                       | Populace   |
| Nizozemsko                                  | Nizozemsko |
| ------------------------------------------- | ---------- |
| 1829                                        | 46 408     |
| 1839                                        | 52 245     |
| 1849                                        | 58 626     |
| 1859                                        | 63 790     |
| 1869                                        | 68 003     |
| 1879                                        | 81 693     |
| Maďarsko                                    |            |
| 1720                                        | 12 656     |
| 1785                                        | 75 089     |
| 1786                                        | 77 647     |
| 1804                                        | 124 128    |
| 1805                                        | 127 816    |
| 1829                                        | 202 328    |
| 1842                                        | 241 632    |
| 1850                                        | 352 400    |
| 1857                                        | 413 118    |
| 1869                                        | 516 658    |
| 1880                                        | 624 737    |
| 1890                                        | 725 222    |
| Polsko                                      |            |
| 16. století                                 | 200 000    |
| 1659                                        | 100 000    |
| 1764                                        | 315 298    |
| 1816                                        | 212 000    |
| 1825                                        | 341 125    |
| 1826                                        | 368 773    |
| 1828                                        | 384 263    |
| 1856                                        | 563 000    |
| 1868                                        | 764 947    |
| 1875                                        | 860 327    |
| 1882                                        | 1 045 000  |
| 1893                                        | 1 229 000  |
| 1897                                        | 1 333 000  |
| Württemberg                                 |            |
| 1832                                        | 10 670     |
| 1846                                        | 12 356     |
| 1858                                        | 11 088     |
| 1864                                        | 11 610     |
| 1871                                        | 12 245     |
| 1880                                        | 13 331     |
| 1890                                        | 12 639     |
| 1900                                        | 11 916     |
| Zdroj: The Jewish Encyclopedia (1901-1906). |            |

Tento růst však byl ve reálných číslech vyvažován konverzí mimo judaismus. Zatímco Halacha říká, že Žid, ačkoliv konvertuje, zůstává stále Židem, v atmosféře perzekucí, které během tohoto období zasahovaly Evropu, mělo sklony konverzi doprovázet zřeknutí se židovské identity a konvertováním ke křesťanství přestal být konvertita považován za součást židovské komunity. Židovská encyklopedie uvádí statistiky konvertování Židů k protestantství, katolictví, pravoslaví a řecko-katolicismu. Závěr je, že během 19. století konvertovalo ke křesťanství přibližně 2000 Židů, nicméně ke v 90. letech 19. století to již bylo 3000 Židů za rok (1000 z Rakouska-Uherska, 1000 z Ruska, 500 z Německa a zbytek z anglosaského světa). Tuto skutečnost mírně vyvažovalo 500 konvertitů k judaismu každý rok, zejména pak bývalé křesťanky, které se provdaly za Žida. Konverze v Rusku, Haliči a Rumunsku převážili nad emigracemi: v poslední čtvrtině 19. století z této oblasti Evropy emigroval přibližně 1 milion Židů, zejména do Spojených států, ale mnoho také do Spojeného království.
Před koncem 19. století se odhady počtů Židů ve světě pohybovali od 6,2 milionů po 10 932 777. To kontrastuje se zhruba polovičním číslem, které bylo před pouhými 60 lety.

## Populace v roce 1900
Následující tabulka je založena na datech z tabulky pocházející z Židovské encyklopedie z let 1901-1906.
|                                        | přibližně roku 1900 | přibližně roku 1900 |
| Oblast                                 | Populace            | Procent % b         |
| -------------------------------------- | ------------------- | ------------------- |
| Svět                                   | 11 206 849          | 100,00              |
|                                        |                     |                     |
| Amerika, celkem                        | 1 549 621           | 13,8                |
| Severní Amerika c                      | 1 522 500           | 13,50               |
| Střední Amerika                        | 1 000               | 0,00                |
| Jižní Amerika                          | 26 121              | 0,20                |
|                                        |                     |                     |
| Evropa, celkem                         | 8 966 781           | 80,0                |
| Rusko (1897)                           | 3 872 625           | 34,60               |
| Polsko (ruská část) (1897)             | 1 316 776           | 11,70               |
| Rakousko (Předlitavsko, včetně Haliče) | 1 224 899           | 10,00               |
| Uhry                                   | 851 378             | 7,50                |
| Německo (1901)                         | 586 948             | 7,50                |
| Turecko a a Rumélie                    | 282 277             | 2,50                |
| Rumunsko (1900)                        | 269 015             | 2,40                |
| Spojené království                     | 250 000             | 2,20                |
| zbylá Evropa                           | 312 863             | 2,70                |
|                                        |                     |                     |
| Asie, celkem                           | 300 948             | 2,6                 |
| Arabský poloostrov a Malá Asie f       | 95 000              | 0,80                |
| Palestinská autonomie                  | 78 000              | 0,60                |
| Kavkaz                                 | 58 471              | 0,52                |
| Persie                                 | 35 000              | 0,30                |
| Sibiř                                  | 34 477              | 0,30                |
| ostatní                                | 51 392              | 0,40                |
|                                        |                     |                     |
| Afrika, celkem                         | 372 659             | 3,3                 |
| Severní Afrika e                       | 322 659             | 2,80                |
| Subsaharská Afrika                     | 50 000              | 0,40                |
|                                        |                     |                     |
| Oceánie g                              | 16 840              | 0,15                |

Poznámky
- a Asijská oblast Turecka včetně jeho evropské části. Turecko v tomto období zahrnovalo i Mezopotámii, kde žilo v Bagdádu zhruba 35 tisíc Židů a Adrianople, kde žilo přibližně 17 tisíc Židů.
- b Malé nepřesnosti mohou vzniknout vinou zaokrouhlování.
- c USA a Kanada.
- e Včetně cca 50 tisíc Židů z Etiopie
- f Mimo Mezopotámii, která byla počítána pod evropské Turecko a Rumelii.

## Srovnání roku 1900 a 2005
Data o židovské populaci jednotlivých zemí z roku 1900 z Židovské encyklopedie jsou porovnána s daty o židovské populaci k roku 2005. Jméně některých států byla změněna (Habeš byla změněna na Etiopii, Palestina na Izrael, Britské ostrovy na Spojené království, Persie na Írán, Srbsko na Srbsko a Černou Horu). V případě, že název státu neodpovídá, objeví se v buňce sloupce pro rok 2005 „nezjištěno“. Jiné údaje jsou také problematické: například dnešní Německo neleží na stejném území jako Německo roku 1900. Rakousko-uherskému soustátí odpovídají státy Rakousko, Maďarsko a Polsko (ne celé dnešní Polsko), zahrnovalo by také současné Česko, Slovensko, Transylvánii, atp.
Poznámka: Celkový součet židovské světové populace k roku 1900 na konci zobrazuje celé židovstvo, ne pouze vyjmenované země.

### Podle států
| Stát                                  | Židé (cca 1900) | % (1900) | Židé (cca 2005) | % (2005) | Populační změna | % změna |
| ------------------------------------- | --------------- | -------- | --------------- | -------- | --------------- | ------- |
| Alžír                                 | 51 044          | 1,07%    | 100             | 0,0003%  | -50 944         | -1,07   |
| Arabský poloostrov                    | 30 000          | 0,42%    | n/a             | n/a      | n/a             | n/a     |
| Argentina                             | 20 000          | 0,42%    | 395 379         | 1%       | 375 379         | 0,58    |
| Austrálie                             | 15 122          | 0,49%    | 90 406          | 0,45%    | 75 284          | -0,04   |
| Belgie                                | 12 000          | 0,18%    | 51 821          | 0,5%     | 39 821          | 0,32    |
| Bosna a Hercegovina                   | 8 213           | 0,58%    | 1 006           | 0,025%   | -7 207          | -0,555  |
| Brazílie                              | 2 000           | 0,01%    | 95 125          | 0,051%   | 93 125          | 0,041   |
| Bulharsko                             | 33 663          | 0,9%     | 2 300           | 0,031%   | -31 363         | -0,869  |
| Čína a Japonsko                       | 2 000           | 0,0004%  | 2 002           | 0,0001%  | 2               | -0,0003 |
| Dánsko                                | 5 000           | 0,2%     | 7 062           | 0,13%    | 2 062           | -0,07   |
| Ekvádor, Bolívie, Peru, Chile,Uruguay | 1 000           | 0,01%    | 55 870          | 0,08%    | 54 870          | 0,07    |
| Egypt                                 | 30 678          | 0 31%    | 100             | 0,0001%  | -30 578         | -0,31   |
| Etiopie                               | 50 000          | 1%       | 20 000          | 0,027%   | -30 000         | -0,973  |
| Francie                               | 86 885          | 0,22%    | 606 561         | 1%       | 519 676         | 0,78    |
| Guinea, Venezuela a Kolumbie          | 2 000           | 0,03%    | 28 810          | 0,042%   | 26 810          | 0,012   |
| Indie                                 | 18 228          | 0,06%    | 5 401           | 0,0005%  | -12 827         | -0,06   |
| Írán                                  | 35 000          | 0,39%    | 20 405          | 0,03%    | -14 595         | -0,36   |
| Izrael                                | 78 000          | 12%      | 5 021 506       | 80%      | 4 943 506       | 68      |
| Itálie                                | 34 653          | 0,1%     | 30 213          | 0,052%   | -4 440          | -0,048  |
| Jižní Afrika                          | 50 000          | 4,54%    | 88 688          | 0,2%     | 38 688          | -4,34   |
| Kanada                                | 22 500          | 0,42%    | 393 660         | 1,2%     | 371 160         | 0,78    |
| Kavkaz                                | 58 471          | 0,77%    | n/a             | n/a      | n/a             | n/a     |
| Kréta                                 | 728             | 0,24%    | n/a             | n/a      | n/a             | n/a     |
| Kypr a Malta                          | 130             | 0,03%    | n/a             | n/a      | n/a             | n/a     |
| Lucembursko                           | 1 200           | 0,5%     | 655             | 0,14%    | -545            | -0,36   |
| Maďarsko, Polsko, Rakousko            | 3 393 053       | 6,36%    | 93 224          | 0,164%   | -3 299 829      | -6,196  |
| Malá Asie a Sýrie                     | 65 000          | 0,55%    | n/a             | n/a      | n/a             | n/a     |
| Maroko                                | 109 712         | 2,11%    | 5 236           | 0,016%   | -104 476        | -2,094  |
| Mexiko                                | 1 000           | 0,008%   | 53 101          | 0,05%    | 52 101          | 0,042   |
| Německo                               | 586 948         | 1,04%    | 107 160         | 0,13%    | -479 788        | -0,91   |
| Nizozemsko                            | 103 988         | 2%       | n/a             | n/a      | n/a             | n/a     |
| Nový Zéland                           | 1 611           | 0,2%     | 5 447           | 0,135%   | 3 836           | -0,065  |
| Norsko a Švédsko                      | 5 000           | 0,07%    | 19 243          | 0,142%   | 14 243          | 0,072   |
| Portugalsko                           | 1 200           | 0,02%    | 739             | 0,007%   | -461            | -0,013  |
| Rumunsko                              | 269 015         | 4,99%    | 6 029           | 0,027%   | -262 986        | -4,963  |
| Rusko                                 | 3 872 625       | 3,29%    | 717 101         | 0,5%     | -3 155 524      | -2,79   |
| Řecko                                 | 8 350           | 0,34%    | 5 334           | 0,05%    | -3 016          | -0,29   |
| Sibiř                                 | 34 477          | 0,6%     | n/a             | n/a      | n/a             | n/a     |
| Srbsko a Černá Hora                   | 5 102           | 0,2%     | 1 732           | 0,016%   | -3 370          | -0,184  |
| Střední Amerika                       | 4 035           | 0,12%    | 14 798          | 0,035%   | 10 763          | -0,085  |
| Střední Asie                          | 12 729          | 0,16%    | n/a             | n/a      | n/a             | n/a     |
| Surinam                               | 1 121           | 1,97%    | 200             | 0,046%   | -921            | -1,924  |
| Španělsko                             | 5 000           | 0,02%    | 48 409          | 0,12%    | 43 409          | 0,1     |
| Švýcarsko                             | 12 551          | 0,38%    | 14 978          | 0,2%     | 2 427           | -0,18   |
| Tasmánie                              | 107             | 0,07%    | n/a             | n/a      | n/a             | n/a     |
| Tripolis                              | 18 680          | 2,33%    | n/a             | n/a      | n/a             | n/a     |
| Tunisko                               | 62 545          | 4,16%    | 1 813           | 0,018%   | -60 732         | -4,142  |
| Turkmenistán a Afghánistán            | 18 435          | 0,22%    | n/a             | n/a      | n/a             | n/a     |
| Turecko a východní Rumelie            | 282 277         | 4,91%    | n/a             | n/a      | n/a             | n/a     |
| Spojené království                    | 250 000         | 0,57%    | 302 207         | 0,5%     | 52 207          | -0,07   |
| Spojené státy americké                | 1 500 000       | 1,97%    | 5 914 682       | 2%       | 4 414 682       | 0,03    |
| Celkem                                | 11,273,076      | 0.683%   | 14,596,017      | 0.227%   | 3,322,941       | -0.456  |

### Podle oblastí
Zdroj dat těchto tabulek pochází z roku 1900. Srovnání se současností lze zhlédnutím tabulek ve článku Židé podle země. Čtvrtý sloupec představuje procentuální podíl židovské populace v daném regionu (Židé v regionu * 100 / celkovou populací regionu). Poslední sloupec představuje procentuální podíl židovské populace s celosvětovou židovskou populací (Židé v regionu * 100 / celková židovská světová populace).

#### Afrika
Uvedená čísla platí pro rok 1900.
| Region          | Celková populace | % Židé (region) | % židovské populace (region) | % všech Židů |
| --------------- | ---------------- | --------------- | ---------------------------- | ------------ |
| Střední Afrika  | 16 280 556       | 0,000           | 0,000                        | 0,000        |
| Východní Afrika | 30 803 074       | 50 000          | 0,162                        | 0,444        |
| Severní Afrika  | 21 763 736       | 272 659         | 1,253                        | 2,419        |
| Jižní Afrika    | 16 708 557       | 50 000          | 0,299                        | 0,444        |
| Západní Afrika  | 49 526 638       | 0               | 0                            | 0            |
| Celkem          | 135 082 561      | 372 659         | 0,276                        | 3,306        |

#### Asie
Uvedená čísla platí pro rok 1900.
| Region            | Celková populace | Židé (region) | % židovské populace (region) | % všech Židů |
| ----------------- | ---------------- | ------------- | ---------------------------- | ------------ |
| Střední Asie      | 23 519 135       | 89 635        | 0,3810                       | 0,7950       |
| Východní Asie     | 458 411 367      | 2 000         | 0,0004                       | 0,0180       |
| Blízký východ     | 34 573 593       | 490 407       | 1,4180                       | 4,3500       |
| Jižní Asie        | 246 899 507      | 18 228        | 0,0070                       | 0,1620       |
| Jihovýchodní Asie | 177 148 927      | 0             | 0                            | 0            |
| Celkem            | 940 552 529      | 600 270       | 0,064%                       | 5,325%       |

#### Evropa
Uvedená čísla platí pro rok 1900.
| Region          | Celková populace | Židé (region) | % židovské populace (region) | % všech Židů |
| --------------- | ---------------- | ------------- | ---------------------------- | ------------ |
| Balkán          | 10 358 957       | 56 056        | 0,541                        | 0,497        |
| střední Evropa  | 53 357 811       | 3 393 053     | 6,359                        | 30,099       |
| východní Evropa | 123 334 659      | 3 907 102     | 3,168                        | 34,659       |
| západní Evropa  | 224 603 981      | 1 373 440     | 0,611                        | 12,183       |
| Celkem          | 411 655 408      | 8 729 651     | 2,121%                       | 77,438%      |

#### Amerika
Uvedená čísla platí pro rok 1900.
| Region          | Celková populace | Židé (region) | % židovská populace (region) | % všech Židů |
| --------------- | ---------------- | ------------- | ---------------------------- | ------------ |
| Karibik         | 5 923 844        | 0             | 0                            | 0            |
| střední Amerika | 13 143 968       | 4 035         | 0,031                        | 0,036        |
| severní Amerika | 93 098 180       | 1 523 500     | 1,636                        | 13,515       |
| jižní Amerika   | 44 382 509       | 26 121        | 0,059                        | 0,232        |
| Celkem          | 156 548 501      | 1 553 656     | 0,992%                       | 13,782%      |

#### Austrálie a Oceánie
Uvedená čísla platí pro rok 1900.
| Region  | Celková populace | Židé (region) | % židovská populace (region) | % všech Židů |
| ------- | ---------------- | ------------- | ---------------------------- | ------------ |
| Oceánie | 5 955 956        | 16 840        | 0,283                        | 0,149        |

### Hodnocení
Srovnání zemí v letech 1900 a 2005 podle celkové židovská populace.
| Pořadí | Stát                                  | Židé (1900) | % židovská populace (1900) | Stát                  | Židé (2005) | % židovská populace (2005) |
| ------ | ------------------------------------- | ----------- | -------------------------- | --------------------- | ----------- | -------------------------- |
| 1      | Rusko                                 | 3 872 625   | 3,29%                      | USA                   | 5 914 682   | 2%                         |
| 2      | Rakousko, Maďarsko a Polsko           | 3 393 053   | 6,36%                      | Izrael                | 5 021 506   | 80%                        |
| 3      | USA                                   | 1 500 000   | 1,97%                      | Rusko                 | 800 000     | 0,5%                       |
| 4      | Německo                               | 586 948     | 1,04%                      | Francie               | 606 561     | 1%                         |
| 5      | Turecko a Východní Rumelie            | 282 277     | 4,91%                      | Argentina             | 395 379     | 1%                         |
| 6      | Rumunsko                              | 269 015     | 4,99%                      | Kanada                | 393 660     | 1,2%                       |
| 7      | Spojené království                    | 250 000     | 0,57%                      | Spojené království    | 350 207     | 0,5%                       |
| 8      | Maroko                                | 109 712     | 2,11%                      | Ukrajina              | 142 276     | 0,3%                       |
| 9      | Nizozemsko                            | 103 988     | 2%                         | Německo               | 107 160     | 0,13%                      |
| 10     | Francie                               | 86 885      | 0,22%                      | Brazílie              | 95 125      | 0,051%                     |
| 11     | Palestinská autonomie                 | 78 000      | 12%                        | Austrálie             | 90 406      | 0,45%                      |
| 12     | Malá Asie a Sýrie                     | 65 000      | 0,55%                      | Jihoafrická republika | 88 688      | 0,2%                       |
| 13     | Tunisko                               | 62 545      | 4,16%                      | Bělorusko             | 72 103      | 0,7%                       |
| 14     | Kavkaz                                | 58 471      | 0,77%                      | Maďarsko              | 60 041      | 0,6%                       |
| 15     | Alžírsko                              | 51 044      | 1,07%                      | Mexiko                | 53 101      | 0,05%                      |
| 16     | Jihoafrická republika                 | 50 000      | 4,54%                      | Belgie                | 51 821      | 0,5%                       |
| 17     | Etiopie                               | 50 000      | 1%                         | Španělsko             | 48 409      | 0,12%                      |
| 18     | Írán                                  | 35 000      | 0,39%                      | Nizozemsko            | 32 814      | 0,2%                       |
| 19     | Itálie                                | 34 653      | 0,1%                       | Moldavsko             | 31 187      | 0,7%                       |
| 20     | Sibiř                                 | 34 477      | 0,6%                       | Uruguay               | 30 743      | 0,9%                       |
| 21     | Bulharsko                             | 33 663      | 0,9%                       | Itálie                | 30 213      | 0,052%                     |
| 22     | Egypt                                 | 30 678      | 0,31%                      | Venezuela             | 25 375      | 0,1%                       |
| 23     | Arabský poloostrov                    | 30 000      | 0,42%                      | Polsko                | 24 999      | 0,065%                     |
| 24     | Kanada                                | 22 500      | 0,42%                      | Chile                 | 20 900      | 0,131%                     |
| 25     | Argentina                             | 20 000      | 0,42%                      | Írán                  | 20 405      | 0,03%                      |
| 26     | Tripolis                              | 18 680      | 2,33%                      | Etiopie               | 20 000      | 0,027%                     |
| 27     | Turkmenistán a Afghánistán            | 18 435      | 0,22%                      | Švédsko               | 18 003      | 0,2%                       |
| 28     | Indie                                 | 18 228      | 0,06%                      | Uzbekistán            | 17 453      | 0,065%                     |
| 29     | Austrálie                             | 15 122      | 0,49%                      | Turecko               | 17 415      | 0,025%                     |
| 30     | ruská střední Asie                    | 12 729      | 0,16%                      | Švýcarsko             | 14 978      | 0,2%                       |
| 31     | Švýcarsko                             | 12 551      | 0,38%                      | Panama                | 10 029      | 0,33%                      |
| 32     | Belgie                                | 12 000      | 0,18%                      | Lotyšsko              | 9 092       | 0,397%                     |
| 33     | Řecko                                 | 8 350       | 0,34%                      | Rakousko              | 8 184       | 0,1%                       |
| 34     | Bosna a Hercegovina                   | 8 213       | 0,58%                      | Gruzie                | 7 951       | 0,17%                      |
| 35     | Srbsko a Černá Hora                   | 5 102       | 0,2%                       | Ázerbájdžán           | 7 911       | 0,1%                       |
| 36     | Španělsko                             | 5 000       | 0,02%                      | Dánsko                | 7 062       | 0,13%                      |
| 37     | Norsko a Švédsko                      | 5 000       | 0,07%                      | Rumunsko              | 6 029       | 0,027%                     |
| 38     | Dánsko                                | 5 000       | 0,2%                       | Nový Zéland           | 5 447       | 0,135%                     |
| 39     | střední Amerika                       | 4 035       | 0,12%                      | Indie                 | 5 401       | 0,0005%                    |
| 40     | Guinea, Venezuela a Kolumbie          | 2 000       | 0,03%                      | Řecko                 | 5 334       | 0,05%                      |
| 41     | Čína a Japonsko                       | 2 000       | 0,0004%                    | Maroko                | 5 236       | 0,016%                     |
| 42     | Brazílie                              | 2 000       | 0,01%                      | Kazachstán            | 4 100       | 0,027%                     |
| 43     | Nový Zéland                           | 1 611       | 0,2%                       | Litva                 | 3 596       | 0,1%                       |
| 44     | Portugalsko                           | 1 200       | 0,02%                      | Kolumbie              | 3 436       | 0,008%                     |
| 45     | Lucembursko                           | 1 200       | 0,5%                       | Česko                 | 3 072       | 0,03%                      |
| 46     | Surinam                               | 1 121       | 1,97%                      | Slovensko             | 3 041       | 0,056%                     |
| 47     | Mexiko                                | 1 000       | 0,008%                     | Peru                  | 2 792       | 0,01%                      |
| 48     | Ekvádor, Bolívie, Peru, Chile,Uruguay | 1 000       | 0,01%                      | Kostarika             | 2 409       | 0,06%                      |
| 49     | Kréta                                 | 728         | 0,24%                      | Bulharsko             | 2 300       | 0,031%                     |
| 50     | Kypr a Malta                          | 130         | 0,03%                      | Estonsko              | 1 818       | 0,136%                     |
| 51     | Tasmánie                              | 107         | 0,07%                      | Tunisko               | 1 813       | 0,018%                     |